# Walter Hewel
Walter Hewel (ur. 2 stycznia 1904 w Kolonii, zm. 2 maja 1945 w Berlinie) – niemiecki dyplomata, osobisty przedstawiciel Joachima von Ribbentropa w Głównej Kwaterze Wodza (niem. Führerhauptquartier).

## Życiorys
Urodzony w rodzinie plantatorów kakao, ukończył studia politechniczne w Monachium w 1923. Jako jeden z pierwszych wstąpił do bojówek partyjnych SA i wziął aktywny udział w Puczu Monachijskim, za co spędził rok w twierdzy w Landsbergu, gdzie zbliżył się do Hitlera, jako jego asystent-służący.
W latach 1924–1936 kariera handlowca firmy angielskiej, w tym od 1927 kupiec plantator w ówczesnych Indiach Holenderskich (obecnie Indonezja). W 1933 po dojściu Hitlera do władzy wstąpił do NSDAP i aktywnie wspierał ruch nazistowski za granicą. W 1937 NSDAP miało już swoje rezydentury w Batawii, Bandung, Semarang, Surabaya, Medan, Padang i Makasar. Przypuszcza się, że Hewel mógł być agentem wywiadu ofensywnego - Abwehry.
W 1936 powrócił do Niemiec, gdzie objął kierownictwo Referatu Azji Wschodniej ds. Organizacji Zagranicznych NSDAP, a w 1937 przeniósł się do Biura Ambasadora Joachima von Ribbentropa, gdzie został głównym referentem Oddziału Brytyjskiego. W 1938 został radcą legislacyjnym niemieckiego MSZ.
W nocy z 14 na 15 marca 1939 uczestniczył w rozmowach pomiędzy Hitlerem a prezydentem Czech Emilem Háchą zakończonych zmuszeniem drogą szantażu Háchy do podpisania dokumentu aceptującego inkorporację Czech i Moraw do Niemiec bez zgody parlamentu Czech.
Od 1940 ambasador bez teki i zastępca ministra spraw zagranicznych Rzeszy przy Kwaterze Głównej Wodza FHQ, gdzie ze względu na swoje cechy charakteru i maniery, był mile widzianym przez wszystkich gościem i wielokrotnie wypełniał delikatne misje, których celem było łagodzenie konfliktów pomiędzy bliskimi współpracownikami Hitlera. Do ostatnich dni w bezpośrednim otoczeniu Hitlera.
Podczas zorganizowanych ucieczek z bunkra Hitlera w Berlinie nocą z 1 na 2 maja 1945 został przydzielony do tzw. 1. grupy uciekinierów pod dowództwem Wilhelma Mohnkego. 2 maja na oczach dra Ernsta-Günthera Schencka zastrzelił się z pistoletu, w chwili gdy do piwnicy w której schronił się wraz z uciekinierami swojej grupy wkroczyli żołnierze sowieccy.